# Gomphrena

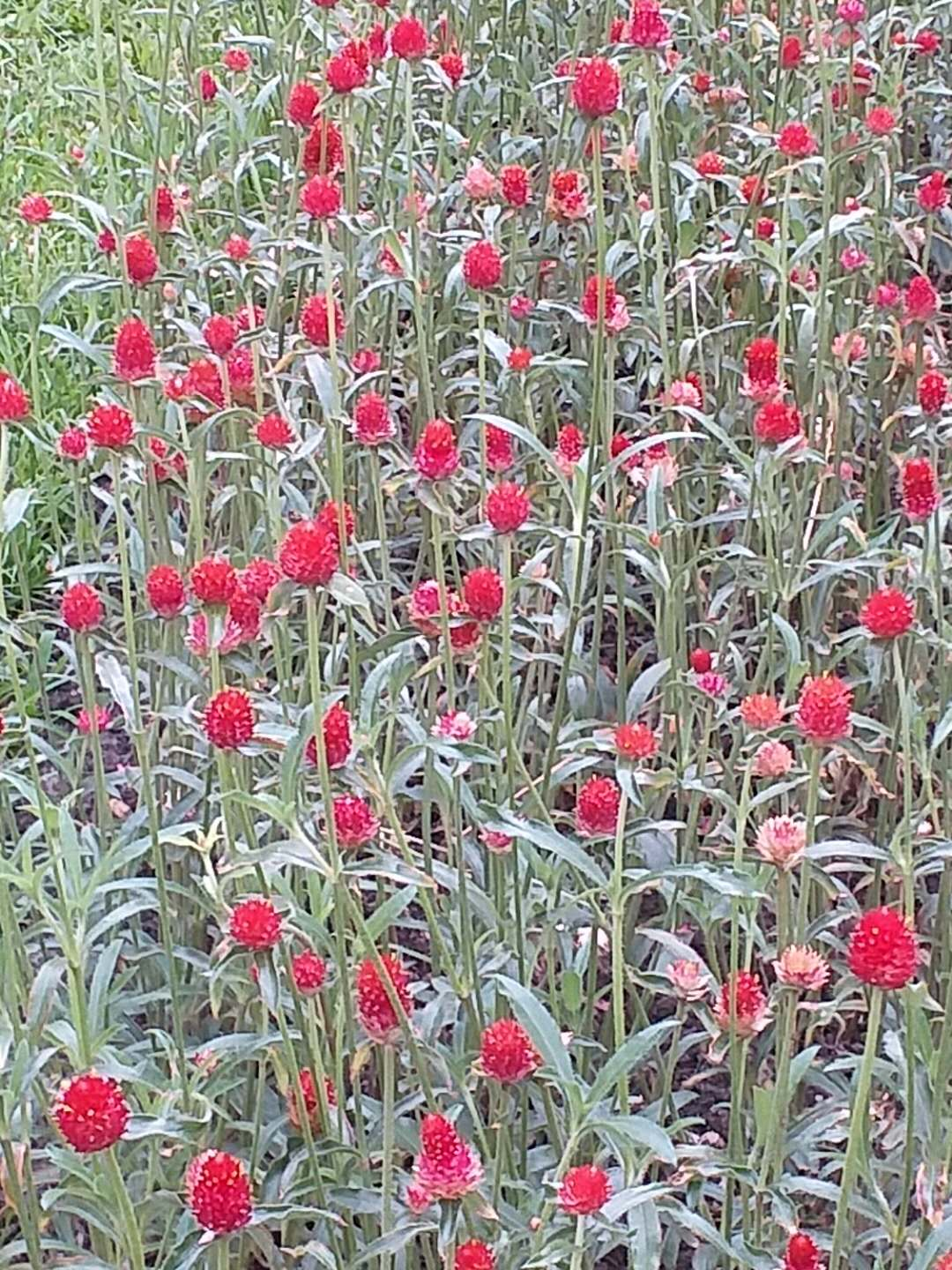
Gomphrena haageana Klotzsch, National Museum of Natural Science, Taichung, Taiwán.

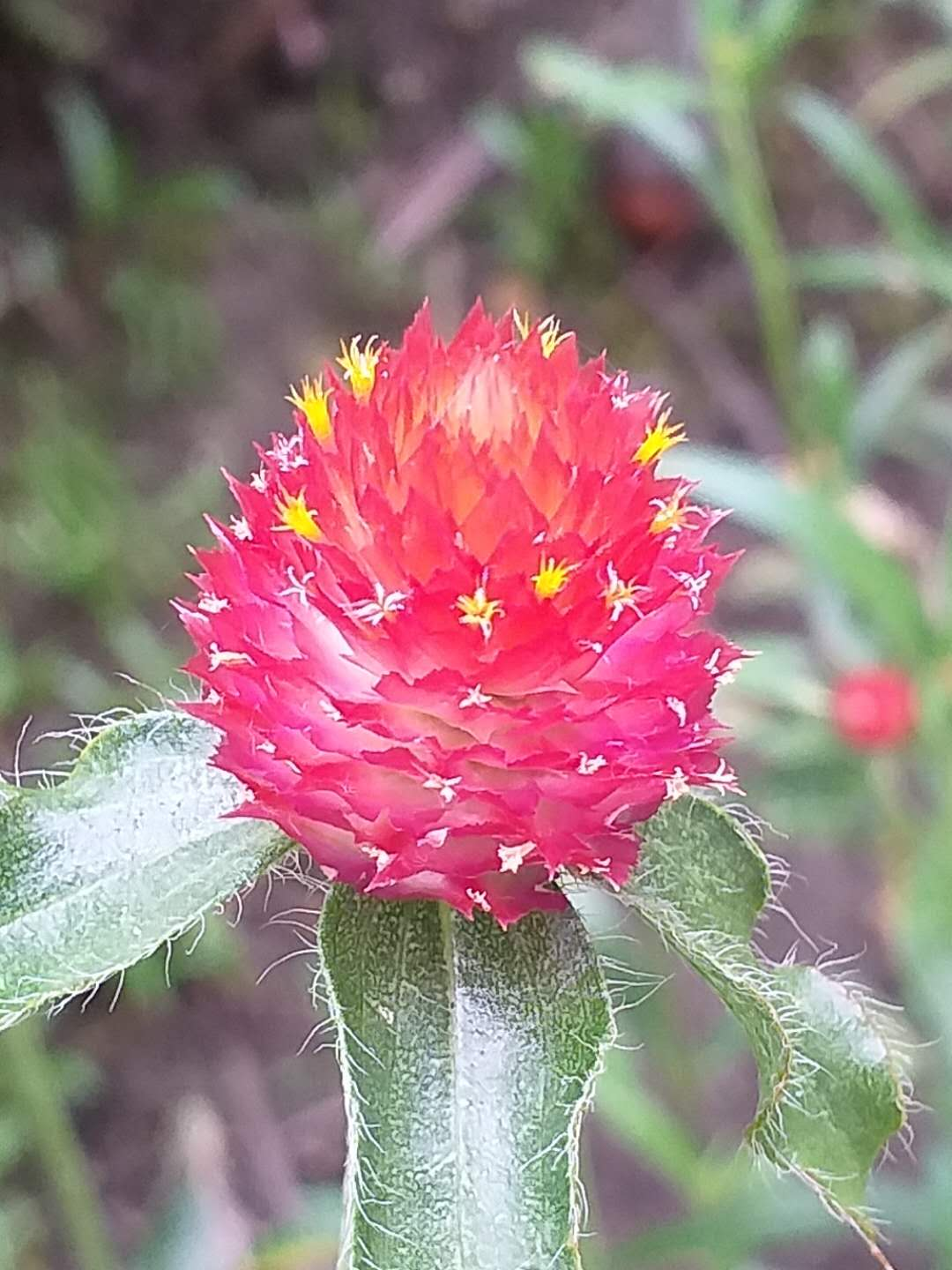
Gomphrena haageana Klotzsch, National Museum of Natural Science, Taichung, Taiwán.

Gomphrena es un género de plantas de la familia Amaranthaceae. Comprende 301 especies descritas y de estas, solo 138 aceptadas.

## Descripción
Son hierbas, anuales o perennes, con tallos postrados, ascendentes o erectos, tallos y ramas más o menos pubescentes con tricomas simples o dendríticos, más o menos adpresos; plantas hermafroditas. Las hojas opuestas, decurrentes sobre el pecíolo, más o menos pubescentes, pubescencia generalmente más densa en el envés, tricomas simples o dendríticos; pecioladas o subsésiles. Inflorescencia un capítulo subgloboso o cortamente cilíndrico, terminal o axilar, pedunculado o con 2–6 hojas herbáceas subyacentes y con apariencia sésil, brácteas ovadas o ampliamente triangulares, glabras o pubescentes con tricomas simples, bractéolas más cortas a más largas que la flor, ovadas, lanceoladas o angostamente liguladas, glabras o pubescentes con tricomas simples, cresta presente o ausente, su margen subentero, dentado o lacerado, flores solitarias; tépalos 5, lanceolados u oblongos, libres hasta la base o a veces connados en la base, escariosos, frecuentemente hialinos en el margen y/o ápice, a veces tornándose endurecidos en la base, lanosos abaxialmente con tricomas simples, largos y ondulados, 1- o 3-nervios; estambres 5, filamentos casi completamente unidos en un tubo, profundamente emarginados o 2-lobados en el ápice con la antera sésil o subsésil en la hendidura, los lobos tan largos como las anteras o ligeramente más cortos, anteras uniloculares; pseudoestaminodios ausentes; ovario 1-ovulado, estilo obsoleto o alargado, estigma formando 2 ramas cilíndricas o filiformes. Fruto un utrículo membranáceo e irregularmente dehiscente; semilla cocleado-orbicular, sin arilo; flor cayendo junto con las bractéolas en la madurez.

## Distribución y hábitat
Género con más de 100 especies en su mayoría distribuidas en las regiones cálido templadas y tropicales de América, algunas especies son endémicas de Australia.

## Toxicidad

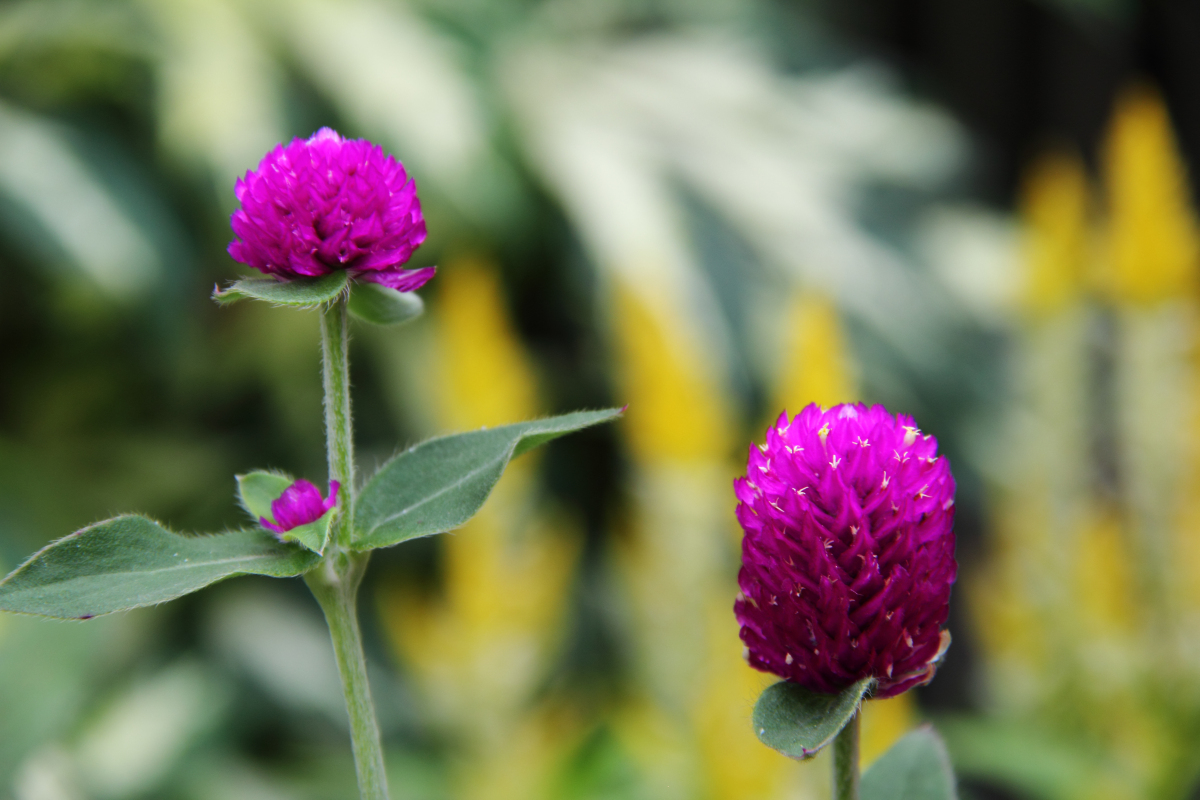
Gomphera gomosa

La raíz de las especies del género Gomphrena contiene sustancias cuyo consumo puede provocar problemas en la salud humana según el compendio publicado por la Autoridad Europea de Seguridad Alimentaria en 2012. En concreto se ha detectado la presencia alcaloides derivados de la isoquinolina tales como chakranina y derivados nítricos fenantrénicos tales como ácidos aristolóquidos.

## Taxonomía
El género fue descrito por Carlos Linneo y publicado en Species Plantarum 1: 224–225. 1753. La especie tipo es: Gomphrena globosa L.
Especies selectas:
- Gomphrena arborescens L.f. - perpetuas del Brasil[6]
- Gomphrena globosa - amaranto globoso
- Gomphrena haageana - amaranto dulce
- Gomphrena perennis - resistente a Glifosato